# HMS Caradoc (D60)
Pour les articles homonymes, voir Caradoc.
Le HMS Caradoc est un croiseur léger de classe C construit pour la Royal Navy pendant la Première Guerre mondiale. Il était l’un des quatre navires de la sous-classe Caledon. Affecté à la Grand Fleet pendant la guerre, le navire participe à la seconde bataille de Heligoland à la fin de 1917. Le HMS Caradoc a été brièvement déployé en mer Baltique à la fin de 1918 en soutien aux forces anti-bolcheviques pendant la campagne britannique dans la Baltique, puis il a été transféré à la Mediterranean Fleet au début de 1919 et a passé l’année et demie suivante à faire la même chose en mer Noire pendant la guerre civile russe. Le navire a été retiré de la mer Noire à la mi-1920 pour observer la guerre gréco-turque de 1919-1922 et l'affaire de Tchanak de la fin de 1922. Le HMS Caradoc a passé la plupart de son reste de son temps de service dans l’entre-deux-guerres à l’étranger, ou en réserve, avec des déploiements en Extrême-Orient et en Amérique du Nord, ou à la station des Antilles.
Remis en service avant le début de la Seconde Guerre mondiale en septembre 1939, il est retourné à la station nord-américaine où il a aidé à intercepter deux forceurs de blocus allemands. Le navire a été transféré à la Eastern Fleet au début de 1942, mais n’a vu aucune action avant d’être converti en navire-école à la mi-1943 en Afrique du Sud. Le HMS Caradoc est envoyé à Ceylan où il devient navire-caserne en 1944. Il est brièvement devenu le navire amiral de la flotte en août 1945 avant de rentrer chez lui plus tard dans l’année. Le navire est mis en réserve à la fin de l’année et vendu à la ferraille au début de 1946.

## Conception
Les croiseurs de classe C étaient destinés à escorter la flotte et à la défendre contre les destroyers ennemis qui tenteraient de se rapprocher à portée de torpille. La sous-classe Caledon était une version légèrement plus grande et améliorée de la sous-classe Centaur précédente avec un armement plus puissant. Les navires mesuraient 137,3 m de longueur hors-tout, avec une largeur de 12,9 m et un tirant d'eau maximal de 5,7 m. Leur déplacement était de 4 306 tonnes à la normale et de 4 990 tonnes à charge maximale. Le HMS Caradoc était propulsé par deux turbines à vapeur à engrenages Parsons, chacune entraînant un arbre d'hélice, qui produisaient un total de 40 000 chevaux-vapeur (30 000 kW). Les turbines utilisaient de la vapeur produite par six chaudières Yarrow, ce qui lui donnait une vitesse d’environ 29 nœuds (54 km/h). Il transportait 950 tonnes de mazout. Le navire avait un équipage d’environ 400 officiers et autres grades ; cela a augmenté à 437 lorsqu’il a servi de navire amiral.
L’armement principal des navires de la classe Caledon se composait de cinq canons BL Mk XII de 6 pouces (152 mm) montés dans l’axe. Un canon était à l’avant du pont, deux étaient à l’avant et à l’arrière des deux cheminées et les deux derniers étaient à l’arrière, avec un canon surplombant le canon le plus en arrière. Les deux canons antiaériens QF de 3 pouces (76 mm) de 20 cwt étaient positionnés en arrière de la cheminée avant. L’armement en torpilles du Caledon était quatre fois plus puissant que celui du HMS Centaur, avec huit tubes lance-torpilles de 21 pouces (533 mm) en quatre affûts jumelés, deux sur chaque côté. Les navires de la sous-classe Caledon étaient protégés par une ceinture blindée de 1,5 à 3 pouces (38 à 76 mm) d’épaisseur et avaient un pont blindé de 1 pouces (25 mm) d’épaisseur au-dessus de l’appareil à gouverner. Les murs de la passerelle avaient une épaisseur de 3 pouces.

## Historique

### Première Guerre mondiale
Le HMS Caradoc, le deuxième navire de ce nom à servir dans la Royal Navy, a été commandé en décembre 1915 dans le cadre du programme de guerre 1915-1916. Le navire a été construit par la Scotts Shipbuilding and Engineering Company à leur chantier naval de Greenock. Sa quille fut posée le 21 février 1916. Il a été lancé le 23 décembre 1916 et achevé le 15 juin 1917. Il a été affecté à la 6e escadre de croiseurs légers de la Grand Fleet avec trois autres croiseurs de classe C. Avec son sister-ship Cassandra (1916), il s’échoua sur Fair Isle le 15 août 1917, mais les deux navires furent renfloués avec succès.
Le HMS Caradoc est de retour au combat le 17 novembre 1917, lorsqu’il participe à la seconde bataille de la baie de Heligoland. Il s’agissait d’une tentative réussie par les Britanniques d’intercepter les forces de dragueurs de mines allemandes qui déminaient les champs de mines britanniques en mer du Nord. La 6e escadre de croiseurs légers a protégé les deux croiseurs de bataille légers de classe Courageous du 1st Cruiser Squadron pendant la bataille avec la 1ère escadre de croiseurs légers. Les Britanniques ont perdu les dragueurs de mines allemands dans l’écran de fumée émis par les quatre croiseurs légers allemands et ont poursuivi ces derniers navires pendant la majeure partie de la bataille, bien qu’ils leur aient infligé peu de dégâts dans la mauvaise visibilité causée par la fumée allemande. Le HMS Caradoc, étant le navire de queue de son escadre, est celui qui a tiré le moins. Il n’a pas marqué de coups à but sur ses adversaires, et ils ne l’ont pas non plus endommagé.
En 1917-1918, sa passerelle a été remplacée par un pont agrandi et ses télémètres de 9 pieds (2,7 m) ont été échangés contre des modèles de 12 pieds (3,7 m). En novembre 1918, le navire était basé à Rosyth et il a escorté la Hochseeflotte (flotte allemande de haute mer) alors que celle-ci naviguait vers Scapa Flow le 21 novembre pour y être internée.

### Entre-deux-guerres
Quelques jours plus tard, la 6e escadre de croiseurs légers reçut l’ordre de se rendre en mer Baltique pour soutenir les pays baltes qui tentaient d’obtenir leur indépendance de la Russie. Alors qu’il était arrêté à Copenhague, au Danemark, en route, le Caradoc a tiré le charbonnier SS Tregarth, après qu’il se soit échoué. Avec son sister-ship Cardiff et cinq destroyers, le navire bombarda les positions bolcheviques avec 155 obus de 6 pouces à l’est de Reval (Tallinn), en Estonie, le 14 décembre, et il arrêta l’offensive russe après avoir détruit le pont qui les reliait à Petrograd. Près de deux semaines plus tard, le 27 décembre, près de Reval, il a aidé à capturer le destroyer russe Avtroil, qui a ensuite été remis aux Estoniens. Au début de janvier 1919, le HMS Caradocet son sister-ship Calypso transportent 500 volontaires finlandais de Helsingfors (Helsinki) à Reval, puis il bombardent les bolcheviks en conjonction avec une offensive estonienne le 4 janvier. La 6e escadre de croiseurs légers a été rappelée immédiatement après et est revenue à Rosyth le 10 janvier.
Le navire est transféré à la 3e escadre de croiseurs légers de la Mediterranean Fleet le 29 février,. Le 19 avril, il était stationnée en Crimée en soutien à l’armée de volontaires anti-bolcheviques. Le 22 avril, des reconnaissances aériennes ont signalé que l’Armée rouge se massait dans la baie de Caffa, dans la ville de Vladislovovka. Le cuirassé grec Lemnos et le HMS Caradoc bombardèrent la ville, forçant les forces soviétiques à se retirer. Rejoint par son sister-ship Centaur et le destroyer Parthian, le Caradoc et le Lemnos bombardent à nouveau les troupes soviétiques deux jours plus tard, cette fois dans le village de Parpach. Le 2 mai, le HMS Caradoc et le cuirassé Emperor of India, nouvellement arrivé, ont aidé à briser une attaque bolchevique. Trois mois plus tard, il a été touché par trois obus de 3 pouces alors qu’il engageait l’artillerie côtière bolchevique à Otchakov, mais il n’a subi aucune perte ni dommage. Plus tard ce mois-là, il a soutenu un débarquement amphibie par l’armée de volontaires près d’Odessa. À la mi-octobre, le navire a soutenu une offensive de l’armée de volontaires près de Yalta.
En avril 1920, le HMS Caradoc est positionné au large des côtes géorgiennes pour soutenir l’armée des volontaires contre les bolcheviks et continue de le faire jusqu’en mai. Il a été retiré de Géorgie en juin, pour aller soutenir les offensives grecques pendant la guerre gréco-turque et est arrivé à Constantinople le 18 juin. Pendant l'affaire de Tchanak de septembre 1922, le navire a été utilisé pour surveiller le golfe de Smyrne. Le HMS Caradoc participe au retrait des navires des eaux turques en décembre 1922 alors que le traité de Lausanne qui met fin à la guerre est en cours de négociation. Le navire est resté en mer Méditerranée jusqu’en décembre 1926, date à laquelle il a été brièvement transféré à la China Station. Vers 1924-1926, il est équipé d’une paire de canons antiaériens Mk II « pom-pom » de 2 livres (40 mm). Après son retour au pays, le Caradoc a entrepris un long carénage du 15 septembre 1927 à octobre 1928, date à laquelle il a été affecté à la station d’Amérique du Nord et des Antilles basée à l’arsenal naval royal des Bermudes. Le navire y est resté jusqu’en février 1930, date à laquelle il est retourné au Royaume-Uni et a été brièvement placé en réserve. Le HMS Caradoc a été remis en service en juillet pour le service sur la China Station avec le 5th Cruiser Squadron. Il rentre au pays quatre ans plus tard et est de nouveau placé en réserve le 17 octobre 1934.

### Seconde Guerre mondiale
Au début de la guerre, le 3 septembre 1939, le HMS Caradoc se trouvait au port de Portland et il a été réaffecté pour opérer au large des côtes nord-américaines peu de temps après. Le mois suivant, il transporte deux millions de livres en or à Halifax, en Nouvelle-Écosse. Le 23 octobre, le croiseur léger Orion (85) et le destroyer canadien Saguenay repèrent le pétrolier allemand Emmy Friedrich dans le canal du Yucatán. Lorsque le HMS Caradoc arrêta le navire, les Allemands le sabordèrent pour l’empêcher d’être capturé. Le 11 décembre 1940, le forceur de blocus allemand Rhein a été intercepté par le sloop-of-war néerlandais Van Kinsbergen à l’ouest du détroit de Floride. Le Rhein a été incendié par son propre équipage pour empêcher sa capture, et l’épave a été coulée plus tard dans la journée par le HMS Caradoc. Le navire a été réaménagé à New York entre le 28 octobre 1941 et le 26 février 1942 où ses « pom-pom » ont été échangés contre cinq canons légers AA de 20 millimètres Oerlikon sur des affûts simples. En outre, le HMS Caradoc a été équipé de deux radars de recherche de surface, un type 271 et un type 290.
Le navire est ensuite affecté à la Eastern Fleet où il reste jusqu’en 1943. Il a été converti en navire-école d’artillerie à Durban, en Afrique du Sud, entre le 21 juin et le 3 juillet 1943 et a été transféré à Colombo, Ceylan, en 1944. Le HMS Caradoc est devenu un navire-caserne en avril 1944, puis le navire amiral de la East Indies Fleet (Flotte des Indes Orientales, c'est ainsi que la Eastern Fleet avait été rebaptisée) en août 1945. Il a été placé en réserve en décembre 1945 après son retour au pays. Le navire a été vendu à la ferraille le 5 avril 1946 et par la suite démantelé à Briton Ferry, pays de Galles.